# Omar Caetano
Omar Caetano Otero (8. november 1938 – 2. juli 2008) var en uruguayansk fodboldspiller, der som midtbanespiller på Uruguays landshold deltog ved to VM-slutrunder (1966 og 1970). Heraf var den mest succesfulde 1970-turneringen i Mexico, hvor holdet sluttede på fjerdepladsen. I alt nåede han at spille 29 kampe for landsholdet.
Caetano spillede på klubplan primært for CA Peñarol i hjemlandet, som han vandt hele otte uruguayanske mesterskaber med. Han afsluttede sin karriere i USA hos New York Cosmos.

## Titler
Primera División Uruguaya
- 1962, 1964, 1965, 1967, 1968, 1973, 1974 og 1975 med Peñarol

Copa Libertadores
- 1961 og 1966 med Peñarol

Intercontinental Cup
- 1961 og 1966 med Peñarol